# Csordás Mátyás
Csordás Mátyás (1943. március 27. – Érd, 2021. július 7.) magyar labdarúgó, hátvéd.

## Pályafutása
1962 nyarán igazolta le a Barossi Hungáriából az Újpesti Dózsa. 1968-ig a Dózsa labdarúgója volt. Az élvonalban 1962. december 9-én mutatkozott be a Győri Vasas ETO ellen, ahol csapata 3–0-s vereséget szenvedett. Kétszeres bajnoki ezüst- és bronzérmes. Összesen 44 élvonalbeli bajnoki mérkőzésen szerepelt. 1969-től a Szekszárdi Dózsa játékosa volt. 1973-ban a Tűzoltó Dózsa játékosa lett.

## Sikerei, díjai
- Magyar bajnokság
  - 2.: 1967, 1968
  - 3.: 1962–63, 1965